# Сір'янсланд
Сір'янсланд (нід. Sirjansland) — село в нідерландській провінції Зеландія. Входить до муніципалітету Схаувен-Дьойвеланд.
Його площа становить 3,85 км², а населення станом на 2021 рік становило 345 осіб.
Перша згадка про населений пункт датується 1573 роком.
До 1816 року мало статус окремого муніципалітету.

## Галерея

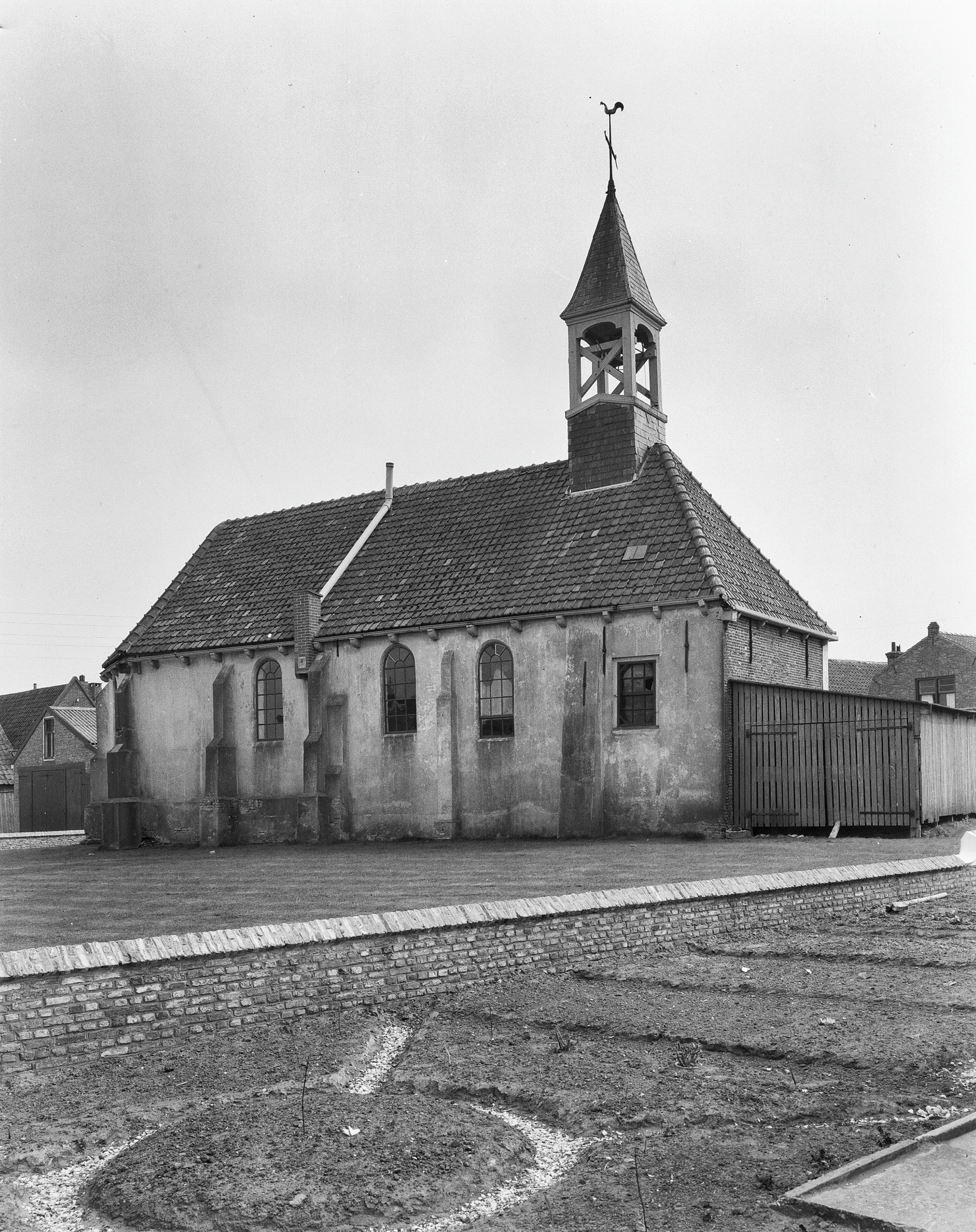
Будівля колишньої церкви (1957)
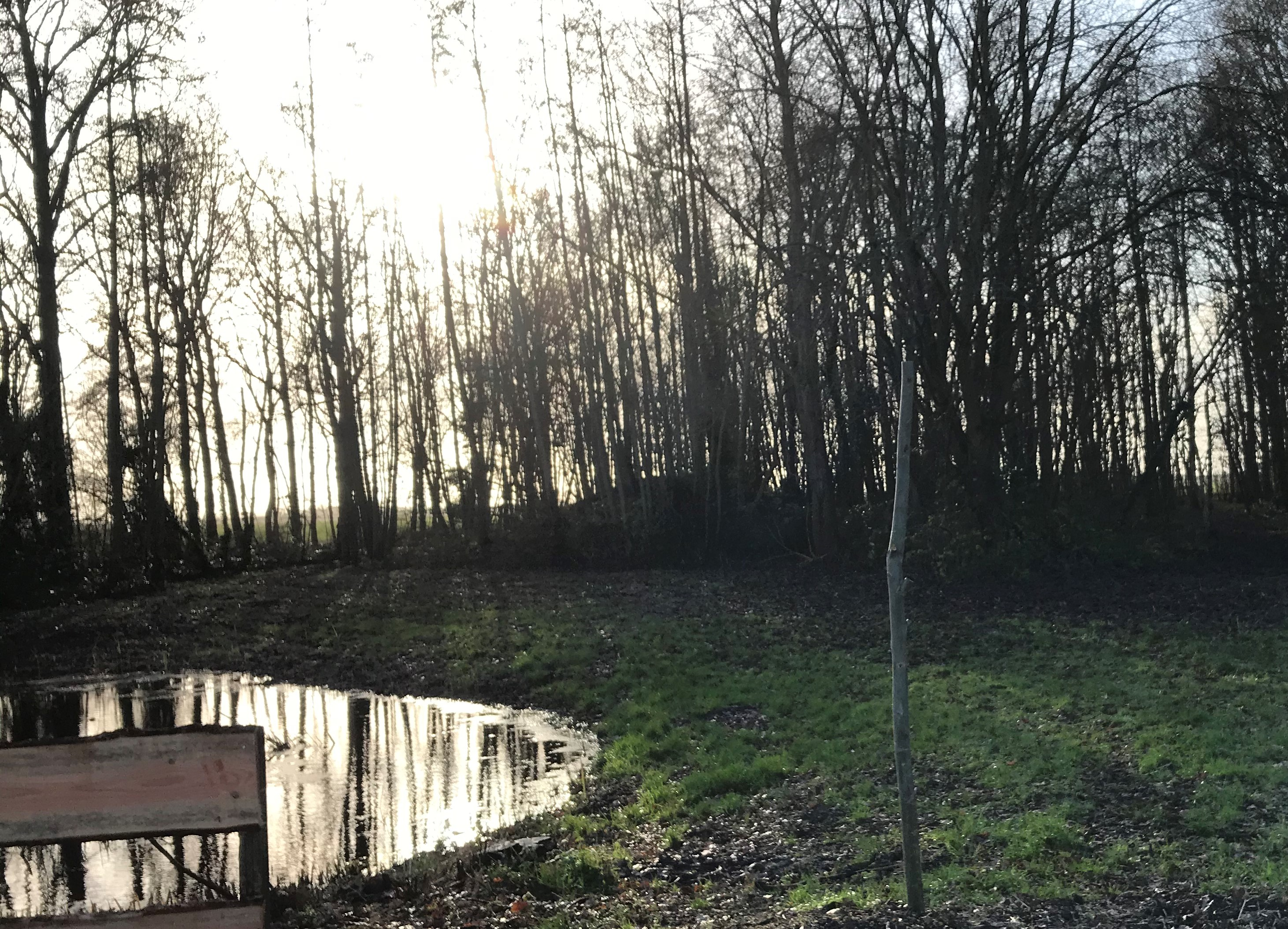
Ліс поблизу села